# Calçado
Calçado es un municipio brasileño del estado de Pernambuco. Tiene una población estimada al 2020 de 11.018 habitantes.

## Historia
Se cuenta que en 1825 en el área actual donde hoy está localizada la sede del municipio, había una hacienda de propiedad del Señor Bernardino Alves do Nacimiento, conocido por "Bernardino Pedra (Piedra)" debido a su rígido carácter. En esta propiedad había un gran árbol llamado paineira, donde, cerca de ella un buey negro con las cuatro patas blancas pastaba y descansaba. Por cuenta de las patas blancas que a  Bernardino le daba la impresión de que el animal estaba calzado; el buey fue apodado de Boi Calçado (Buey calzado). La antigua hacienda pasó la poblado, luego a villa y el nombre Calçado permaneció hasta este ser elevado a la categoría de ciudad.
El distrito de Calçado pertenecía al Municipio de Canhotinho, y fue creado en 1911 siendo desglosado el 20 de diciembre de 1963 por la Ley Provincial n.º 4948. Fue el 1 de enero de 1964 cuando se instaló el municipio, formado por el distrito Sede y poblados de Olho d’Água dos Pombos, Santa Rita y Riacho Dantas.